# Anomala millestriga
Anomala millestriga är en skalbaggsart som beskrevs av Bates 1891. Anomala millestriga ingår i släktet Anomala och familjen Rutelidae. Inga underarter finns listade i Catalogue of Life.